# مسجد جامع ترک‌آباد
مسجد جامع ترک آباد مربوط به دوره قاجار است و در شهرستان اردکان، روستای ترک آباد، خیابان امام خمینی واقع شده و این اثر در تاریخ ۲ بهمن ۱۳۸۲ با شمارهٔ ثبت ۱۰۸۱۱ به‌عنوان یکی از آثار ملی ایران به ثبت رسیده است.